# Forrest Smithson
Forrest Custer Smithson (Portland, 26 september 1884 - Contra Costa County, 24 november 1962) was een Amerikaans atleet, die gespecialiseerd was in het hordelopen.
Op de Olympische Spelen van 1908 won Smithson de gouden medaille op de 110 m horden in een wereldrecord van 15,0 seconden.

## Titels
- Olympisch kampioen 110 m horden - 1908
- Amerikaans kampioen 120 yd horden - 1907, 1909

## Persoonlijke records
| Onderdeel    | Prestatie | datum        | plaats |
| ------------ | --------- | ------------ | ------ |
| 110 m horden | 15,0 s    | 25 juli 1908 | Londen |

## Palmares

### 110 m horden
- 1908:  OS - 15,0 s (WR)

### 120 yd horden
- 1907:  Amerikaanse kamp. - 15,6 s
- 1909:  Amerikaanse kamp. - 15,2 s

1896: Tom Curtis ·
1900: Alvin Kraenzlein ·
1904: Frederick Schule ·
1908: Forrest Smithson ·
1912: Fred Kelly ·
1920: Earl Thomson ·
1924: Daniel Kinsey ·
1928: Sydney Atkinson ·
1932: George Saling ·
1936: Forrest Towns ·
1948: William Porter ·
1952: Harrison Dillard ·
1956: Lee Calhoun ·
1960: Lee Calhoun ·
1964: Hayes Jones ·
1968: Willie Davenport ·
1972: Rod Milburn ·
1976: Guy Drut ·
1980: Thomas Munkelt ·
1984: Roger Kingdom ·
1988: Roger Kingdom ·
1992: Mark McKoy ·
1996: Allen Johnson ·
2000: Anier García ·
2004: Liu Xiang ·
2008: Dayron Robles ·
2012: Aries Merritt ·
2016: Omar McLeod ·
2020: Hansle Parchment ·
2024: Grant Holloway
- Bibliothèque nationale de France: cb16952083k (data)
- International Standard Name Identifier: 0000 0004 5100 4861
- Virtual International Authority File: 316738333